# Шибелі
Шибелі (словен. Šibelji) — поселення в общині Комен, Регіон Обално-крашка, Словенія. Висота над рівнем моря: 366 м.